# موشله
موشله، روستایی از توابع بخش مرکزی شهرستان الیگودرز در استان لرستان ایران است.

## جمعیت
این روستا در دهستان خمه قرار دارد و براساس سرشماری مرکز آمار ایران در سال ۱۳۸۵، جمعیت آن ۲۵۸ نفر (۵۹خانوار) بوده‌است.
از جاذبه‌های گردشگری این روستا می‌توان به حمام تاریخی و سرداب آن اشاره کرد.